# Placówka Straży Granicznej I linii „Skarszewy”
Placówka Straży Granicznej I linii „Skarszewy” – jednostka organizacyjna Straży Granicznej pełniąca służbę ochronną na granicy polsko-gdańskiej w latach 1936–1939.

## Formowanie i zmiany organizacyjne
Rozporządzeniem Prezydenta Rzeczypospolitej Polskiej Ignacego Mościckiego z 22 marca 1928 roku, do ochrony północnej, zachodniej i południowej granicy państwa, a w szczególności do ich ochrony celnej, powoływano z dniem 2 kwietnia 1928 roku  Straż Graniczną. 
Rozkazem nr 1 z 29 kwietnia 1929 roku  w sprawie zmian organizacji Pomorskiego Inspektoratu Okręgowego komendant Straży Granicznej płk Jan Jur-Gorzechowski powołał do życia i ustalił organizację komisariatu „Skarszewy”.
Rozkazem nr 1 z 27 marca 1936 roku  w sprawach [...] zmian w niektórych inspektoratach okręgowych, komendant Straży Granicznej płk Jan Jur-Gorzechowski utworzył placówkę Straży Granicznej I linii „Skarszewy”.